# Lockheed A-12
Die Lockheed A-12 Oxcart (engl. oxcart bedeutet „Ochsenkarren“) war ein Aufklärungsflugzeug des US-amerikanischen Herstellers Lockheed. Es wurde im Auftrag der Central Intelligence Agency (CIA) ab Ende der 1950er Jahre durch die Advanced Development Projects Unit, besser bekannt als Skunk Works, entwickelt.
Chefkonstrukteur war Clarence Johnson. Die A-12 war größtenteils aus Titan gefertigt und es wurden Maßnahmen zur Reduzierung der Radarrückstrahlfläche getroffen. Zusammen mit der hohen Geschwindigkeit von über Mach 3 wurde so ein Flugzeug geschaffen, das bemannte Aufklärungsflüge über feindlichem Luftraum durchführen und überleben konnte.
Es wurden 13 A-12 gebaut, davon waren 12 einsatzfähig, eines war ein Trainingsflugzeug. Die A-12 flogen 1967 und 1968 mit Unterstützung der United States Air Force lediglich 29 Einsätze über Vietnam und Korea und wurden dann zugunsten der Weiterentwicklung Lockheed SR-71 Blackbird außer Dienst gestellt.

## Geschichte

### Entwurf & Ausschreibung
Kurz nach Einführung der Lockheed U-2 bekam die CIA ernste Zweifel an deren Fähigkeiten, das Gebiet der Sowjetunion unbeschadet zu überfliegen. Deshalb wurden die Firmen Lockheed und Convair Anfang 1958 kontaktiert und um ein Konzept für ein hochfliegendes Hochgeschwindigkeits-Aufklärungsflugzeug gebeten. Lockheed hatte mit der U-2 bereits Erfahrung im Bau hochfliegender Spionage-Flugzeuge, Convair hingegen hatte bereits den überschallschnellen Bomber B-58 Hustler gebaut. Auch andere Firmen beteiligten sich. Neben den Entwürfen von Lockheed und Convair wurden im September 1958 ein Vorschlag von Boeing und ein eigener Entwurf der United States Navy einer Prüfung unterzogen. Letztlich hielten sich aber nur Lockheed und Convair im Rennen. Daraus resultierte ein Vorentwurf der A-12, bekannt als A-11, auf der einen und FISH auf der anderen Seite. Diese beiden wurden im Sommer 1959 von der CIA zurückgewiesen. Lockheeds Flugzeug hatte einen zu großen Radarquerschnitt, der luftgestartete FISH konnte nicht realisiert werden, da die Air Force die als Trägerflugzeug vorgesehene B-58B nicht bauen ließ.
Daraufhin verbesserten beide Hersteller ihren Entwurf noch einmal, Convair konzipierte die selbststartende Convair Kingfish, Lockheed den Entwurf A-12. Die beiden Flugzeuge wurden am 20. August 1959 einer Kommission aus Vertretern von Verteidigungsministerium, Air Force und CIA vorgelegt. Während Lockheeds Entwurf leicht bessere Leistungswerte und geringere Kosten aufwies, war die Tarnkappentechnik von KINGFISH besser. Letztlich wurde Lockheed ausgewählt, da die U-2 pünktlich und im Kostenrahmen abgeliefert worden war, Convair das bei der B-58 aber nicht geschafft hatte. Mit den Skunk Works verfügte Lockheed außerdem über die Erfahrung und Infrastruktur für den Umgang mit Geheimprojekten sowie mit Clarence „Kelly“ Johnson über einen erfahrenen Chefkonstrukteur. Einzige Voraussetzung für Lockheed war die weitere Reduktion des Radarquerschnitts bis 1960. Damit einher ging die Schaffung des Codenamens OXCART.
Die durchgeführten Verbesserungen reduzierten allerdings die Leistungsfähigkeit von Lockheeds A-12 unter die angekündigten Spezifikationen, so dass eine nachträgliche Gewichtsreduzierung bei gleichzeitiger Erhöhung der Treibstoffkapazität nötig wurde. Johnson notierte dazu im Projektlogbuch: „We have no performance margins left; so this project instead of being 10 times as hard as anything we have done, is 12 times as hard. This matches the design number and is obviously right“ (dt.: „Wir haben keine Leistungsreserven mehr; dieses Projekt ist, anstatt zehnmal so schwierig zu sein wie alles, was wir bisher gebaut haben, zwölfmal so schwierig. Das passt zur Projektnummer und ist also offensichtlich korrekt“).
Am 11. Februar 1960 wurde letztlich der Vertrag über zwölf Flugzeuge unterschrieben, die Kosten sollten 96,9 Millionen US-Dollar betragen. Da aber viele neue Werkstoffe, vor allem Titan, verwendet wurden, gab es eine Klausel im Vertrag, die ein neues Abschätzen der Kosten erlaubte. Diese Klausel wurde mehrmals herangezogen, die Kosten waren letztlich doppelt so hoch wie vorgesehen.

### Bau

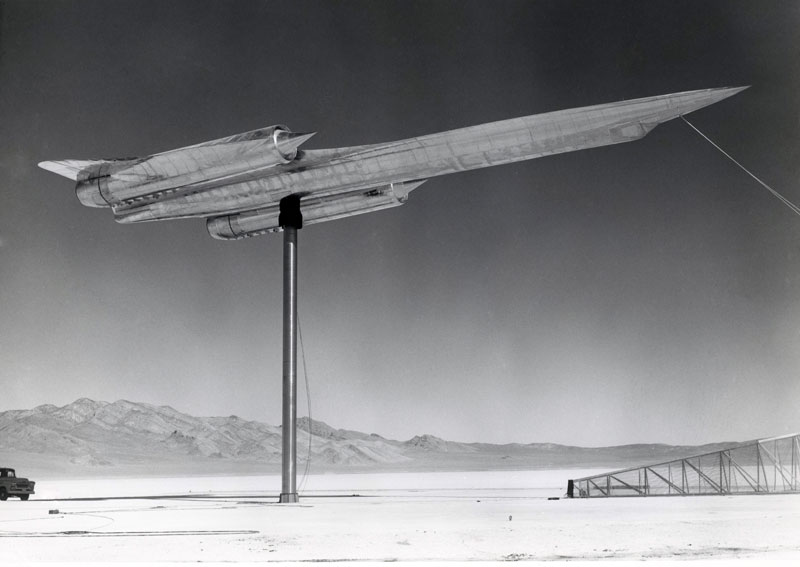
A-12 in Rückenlage beim Messen der Radarrückstrahlung (Radarquerschnitt) am Groom Lake

Der Bau erster Modelle, um Aerodynamik und Radarquerschnitt zu testen, begann 1959. Die A-12 wurden von Lockheed in den Hallen der Skunk Works in Burbank, Kalifornien, gefertigt. Hauptwerkstoff war Titan, Johnson entschied sich für die Verwendung der Legierung B-120, die einerseits eine hohe Festigkeit und gute Hitzebeständigkeit aufwies sowie recht leicht war, aber andererseits auch sehr teuer.
Als Auslieferungstermin der ersten Maschine wurde der 1. August 1961 anvisiert. Da es aber Probleme sowohl bei der Lieferung des benötigten Titans als auch bei der Fertigstellung der Triebwerke gab, konnte dieser Termin nicht eingehalten werden. Die Titanium Metals Corporation als Lieferant des Stoffes hatte bis 1961 Probleme, genügend Titan in ausreichender Qualität zu liefern, so dass vorher bis zu 80 % des Materials abgelehnt werden musste. Aber auch anschließend gab es Schwierigkeiten bei der Fertigung. Wegen der hohen Härte des Titans musste Lockheed von der Fließbandproduktion Abstand nehmen und neue Werkzeuge für die Produktion entwickeln.
Da sich auch die Fertigstellung der Triebwerke immer weiter verzögerte, entschied man sich nach der Fertigstellung der ersten Flugwerke letztendlich, diese behelfsweise mit dem älteren und weit weniger leistungsfähigen Pratt & Whitney J75 auszuliefern und erste Testflüge durchzuführen. Das geschah im Februar 1962.

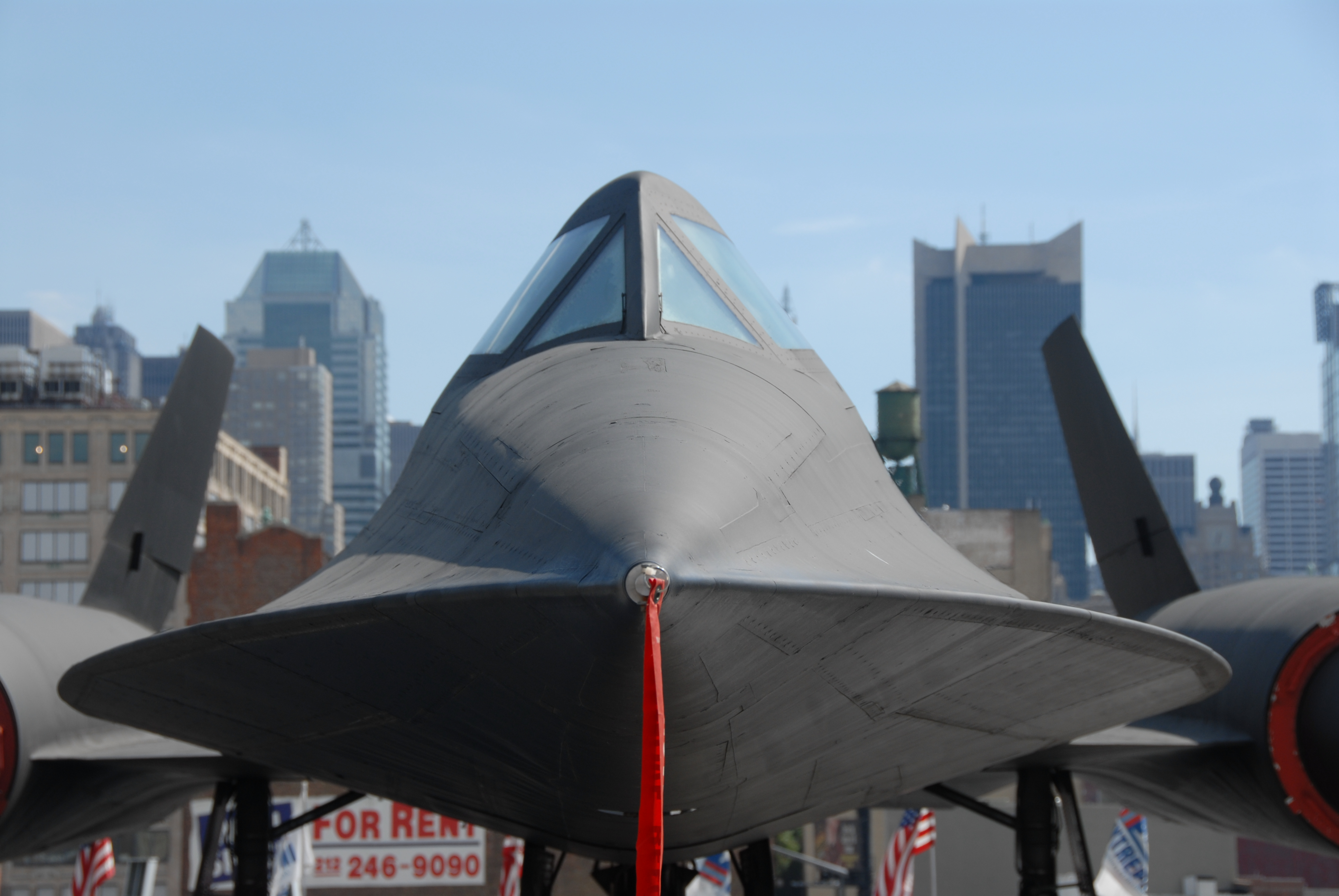
Frontansicht einer A-12

Das Hauptproblem bei der Entwicklung der A-12 waren die extrem hohen Temperaturen, welche die hohe Geschwindigkeit mit sich brachte. Teile der Außenhaut der Flugzeuge erhitzten sich bei Mach 3 auf bis zu etwa 480 °C (900 °F). An diese hohen Temperaturen mussten alle Komponenten angepasst werden. Lockheed benötigte für die A-12 außerdem Schmierstoffe und Hydraulikflüssigkeiten für den Einsatz bei hohen Temperaturen, was letztlich zur Entwicklung synthetischer Ersatzstoffe führte.
Als Treibstoff wurde PF-1 verwendet, der einen Flammpunkt von 60 °C und einen niedrigen Dampfdruck aufweist. Sowohl zum Zünden der Triebwerke und später der Nachbrenner wurde Triethylboran verwendet. Der Treibstoff wurde zum Kühlen einiger Bauteile verwendet. Um die Radarrückstrahlfläche der Nachbrennerflamme zu verringern, wurde dem Treibstoff im Einsatz außerdem das caesiumhaltige Additiv A-50 beigemischt.
Durch die Wärmeausdehnung kam es immer wieder zu Undichtigkeiten der Integraltanks. Diese waren mit einer Dichtmasse ausgekleidet, die allerdings nicht besonders haltbar war. Die Maschinen leckten permanent, was aber wegen der schweren Entflammbarkeit des Treibstoffs keine Gefährdung darstellte.
Auch die Fenster für die Kamerabuchten waren starken Temperaturschwankungen unterworfen. Im Einsatz wurden sie außen auf 260 °C (500 °F) aufgeheizt, während durch die Klimatisierung in der Kamerabucht die Temperatur bei etwa 66 °C (150 °F) lag. Dabei musste das Glas seine Transparenz beibehalten und durfte sich nicht lockern. Letztlich entwickelte Corning Glass Works als Unterauftragsnehmer von PerkinElmer ein Quarzglas, das mit Hilfe eines Ultraschallverfahrens an den Rumpf geschweißt wurde und alle Anforderungen erfüllte.

### Testflüge
Die Testflüge der A-12 fanden unter Geheimhaltung am abgelegenen Stützpunkt am Groom Lake in Nevada statt, der als Area 51 bekannt ist. Extra dafür wurde dort eine Landebahn mit einer Länge von etwa 2590 Metern (8500 Fuß) gebaut sowie zusätzliche Häuser und Hangars errichtet. Da die A-12 aufgrund der zu kurzen Startbahn nicht in Burbank abheben konnte, wurden die Tragflächen demontiert und das Flugzeug per Lkw nach Nevada gefahren, wo es wieder zusammengesetzt wurde. Nach einem kurzen, inoffiziellen, nur wenige Kilometer langen Flug am 25. April 1962 fand der Jungfernflug am 26. April statt. Der erste offizielle Flug vor Offizieren von Air Force und CIA fand vier Tage später statt und dauerte rund eine Stunde. Am 2. Mai wurde erstmals die Schallmauer durchbrochen. Bis zum Ende des Jahres wurden vier weitere A-12 ausgeliefert, außerdem zehn der vorgesehenen Triebwerke Typ Pratt & Whitney J58. Der erste Flug mit zwei J58 fand am 15. Januar 1963 statt.
Da die Testflüge geheim bleiben sollten, wiesen CIA und Air Force bereits 1962 alle Regionalstellen der Federal Aviation Administration sowie das North American Aerospace Defense Command an, Radarkontakte mit unidentifizierten, schnell- und hochfliegenden Objekten lediglich schriftlich zu melden und auf keinen Fall per Funk zu erwähnen.
Während 5 Jahren blieb das Flugzeug geheim, und selbst die Einsatzkategorie des Musters blieb verborgen. Im Wahljahr 1964 wurde die Entwicklung, auch als A-11 bezeichnet, der Öffentlichkeit offenbart, wobei sich Präsident und Verteidigungsminister bei der Rolle des Flugzeugs widersprachen. Am 29. Februar 1964 stellte Präsident Johnson das Flugzeug als Langstreckenjäger vor. Danach wurde erneut ein Geheimnisschleier gezogen, nur um kurze Zeit später die vollkommen neue Version SR-71 als strategischen Aufklärer zu präsentieren. Am 30. September wiederum wurde die YF-12A vorgestellt. Im Dezember 1964 schließlich meldete das Fachmagazin Interavia, dass die ersten Flugzeuge der Version SR-71 des Typs A-11 im Jahr 1965 ausgeliefert würden.
Bis 1965 waren die wesentlichen Probleme, die besonders im Überschallbereich aufgetreten waren, beseitigt; am 27. Januar wurde daher der erste Langstreckenflug durchgeführt. In 100 Minuten wurden 2850 Meilen (rund 4587 Kilometer) zurückgelegt, insgesamt 75 Minuten des Fluges fanden bei Mach 3,1 statt. Am 20. November 1965 fanden schließlich die Abnahmeflüge statt, die erfolgreich zu Ende gebracht wurden.

### Einsätze

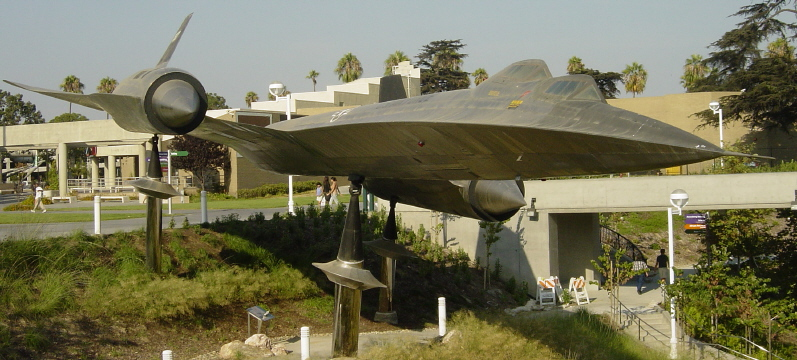
A-12 als Museumsinstallation

Die A-12 wurde erstmals 1967 ins Ausland verlegt. Präsident Lyndon B. Johnson wollte genauere Aufklärungsergebnisse über die Stationierung sowjetischer Flugabwehrraketen in Vietnam. Die CIA schlug den Einsatz der Lockheed A-12 vor, Johnson stimmte dem zu. Am 22. Mai traf die erste Maschine auf der Kadena Air Base in Japan ein. Bis zum 27. Mai erreichten zwei weitere Flugzeuge Okinawa, die Einheit wurde so am 31. Mai für einsatzfähig erklärt und flog auch erstmals Missionen unter dem Codenamen Operation Black Shield. Im Rahmen des Vietnamkrieges überflogen die A-12 Nordvietnam, um Flugabwehrraketenstellungen zu fotografieren. Bis zum Ende des Jahres wurden 22 weitere Missionen über Nordvietnam geflogen. Wiederholt wurden die A-12 vom Radar der Nordvietnamesen erfasst und auch mit Flugabwehrraketen angegriffen. Am 30. Oktober 1967 wurden insgesamt sechs Boden-Luft-Raketen auf eine A-12 gefeuert, von denen drei dem Flugzeug nahe kamen und auch ein Stück einer Raketenverkleidung in die rechte Tragfläche der A-12 eindrang, jedoch keinen beeinträchtigenden Schaden anrichtete.
1968 folgten sechs weitere Flüge. Zwei dieser Flüge galten nicht Vietnam, sondern Nordkorea. Sie hatten das Ziel, die Übernahme des Aufklärungsschiffs Pueblo durch nordkoreanische Marinestreitkräfte zu bestätigen. Das gelang dem Piloten Frank Murray am 26. Januar.
In der Planung befanden sich auch Einsätze im Nahen Osten. Dabei sollte die A-12 vom englischen Upper Heyford, Oxfordshire oder dem spanischen Torrejón de Ardoz aus operieren und über Spanien und das Mittelmeer in das Einsatzgebiet fliegen. Eine geplante Flugstrecke führte dann über Nordägypten, Israel, Libanon, das westliche Syrien, die südliche Türkei und Kreta.
Die Planung und Überwachung sämtlicher Einsätze fand im CIA-Hauptquartier in Langley, Virginia statt. Da die A-12 bei ihren Einsätzen häufig auch auf Luftbetankung angewiesen war, beschaffte die CIA ab 1961 eigens umgerüstete Tankflugzeuge des Typs KC-135Q, die den verwendeten Treibstoff transportieren konnten.

### Ende des Programms
Im Sommer 1968 wurde das OXCART-Programm beendet. Gründe dafür gab es mehrere. Die größere SR-71 konnte mehrere Sensorenpakete wie optische Kameras, Infrarotkamera und hochauflösendes Radar gleichzeitig mitführen, während die A-12 jeweils nur eines dieser Pakete tragen konnte. Ein großes Problem war, dass die Einsätze der A-12 sehr viel mehr Planungsaufwand benötigten als die der U-2, die sie ersetzen sollten. Es musste ein Startplatz und Ausweichflugplätze mit langen Startbahnen gefunden werden, es mussten unter Umständen Tanker mit den verwendeten speziellen Kraftstoffen bereitgestellt werden. Letztlich waren es aber Kostengründe, die zum Abbruch des OXCART-Programms führten. Eine A-12- und eine SR-71-Flotte nebeneinander zu unterhalten, erwies sich als teuer, die Wahl fiel dann letztendlich auf die vielseitigere SR-71 Blackbird.
Alle eingesetzten A-12-Flugzeuge wurden aus Kadena zurückbeordert und in Burbank eingemottet. Die acht noch existierenden Maschinen konnten kaum als Ersatzteillager dienen, da sie kleiner als die Blackbirds waren, hauptsächlich konnten die Triebwerke weiter verwendet werden. Heute sind alle noch existierenden Exemplare öffentlich ausgestellt.

### Nachfolgeprojekte
Als Nachfolgeprojekt wurde unter dem Decknamen ISINGLASS ein in einer Höhe von 60 km Mach 20 erreichendes boost-glide-Flugzeug von der McDonnell Aircraft Corporation vorgeschlagen und untersucht. Da der Vorteil gegenüber Spionagesatelliten gering war, wurde das Projekt 1967 nicht weiterverfolgt. Stattdessen wurde im September 1966 unter dem Projektnamen IDEALIST das U-2R-Programm, eine vergrößerte Version der U-2, aufgelegt und zwölf neue Flugzeuge bestellt.

## Einsatzprofil
Wie schon bei der U-2 sollte es Aufgabe der A-12 sein, hoch über der Sowjetunion Aufklärung zu betreiben. Haupteinsatzgebiet wäre die strategische Aufklärung gewesen, also Bilder von Stützpunkten und Interkontinentalraketenbasen anzufertigen. Dass sie diese Aufgabe wohl nie erfüllen würde, zeichnete sich allerdings schon 1960 ab. Am 1. Mai des Jahres wurde die U-2 von Francis Gary Powers bei Swerdlowsk abgeschossen. Es war nicht sicher, ob die weit schnellere A-12 in der Lage gewesen wäre, den neuen sowjetischen Raketen zu entkommen. Aber nach dem Vorfall unterzeichneten die USA und die Sowjetunion eine Vereinbarung, keine bemannten Spionageflüge mehr über dem Gebiet des jeweils anderen durchzuführen.
Letztlich kam die A-12 für die taktische Gefechtsfeldaufklärung zum Einsatz. Dabei wurde das Zielgebiet mit der Höchstgeschwindigkeit von mehr als Mach 3 überflogen und fotografiert. Ein einfacher Flug über das Zielterritorium in Vietnam dauerte bei diesen Geschwindigkeiten nur rund 12 Minuten.

## Varianten

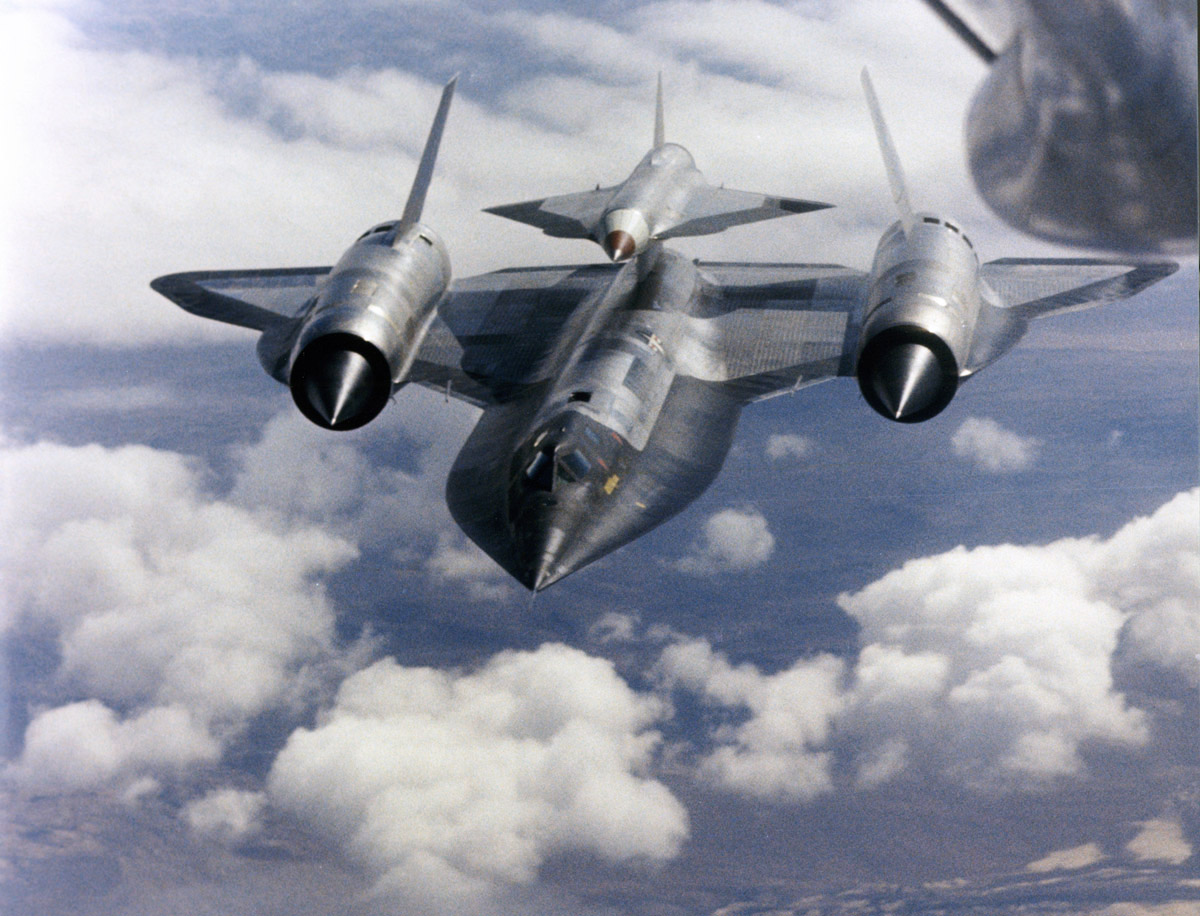
Lockheed M-21 mit der Drohne D-21

Aus der A-12 OXCART wurden zwei Hochgeschwindigkeitsflugzeuge für andere Zwecke entwickelt, die sich äußerlich kaum von OXCART unterschieden, von denen allerdings keine in den operativen Dienst übernommen wurde.

### YF-12
Die erste Variante war die Lockheed YF-12, ein für die US Air Force geplanter Abfangjäger, der feindliche Bomberverbände weit vor der Küste abfangen sollte. Drei YF-12-Prototypen wurden gebaut, von denen nur noch einer existiert.

### M-21
Ein weiterer Ableger war das Trägerflugzeug Lockheed M-21 für die D-21-Drohne (Project Tagboard). Es sollte die Drohne huckepack auf Geschwindigkeit und Höhe bringen, um die D-21-Drohne dann an der Grenze des gegnerischen Luftraumes zu starten. Von zwei Versuchsflugzeugen ging eines bei einem Unfall verloren, was letztendlich das Aus für das Programm bedeutete. Davor wurden einige D-21 über der Volksrepublik China eingesetzt.

### SR-71Blackbird
Weit bekannter und erfolgreicher ist hingegen die SR-71 Blackbird, die als Nachfolger der A-12 bei der CIA und der US Air Force Verwendung fand, darüber hinaus jedoch auch von der NASA als Versuchsflugzeug eingesetzt wurde.

## Technik

### Flugwerk

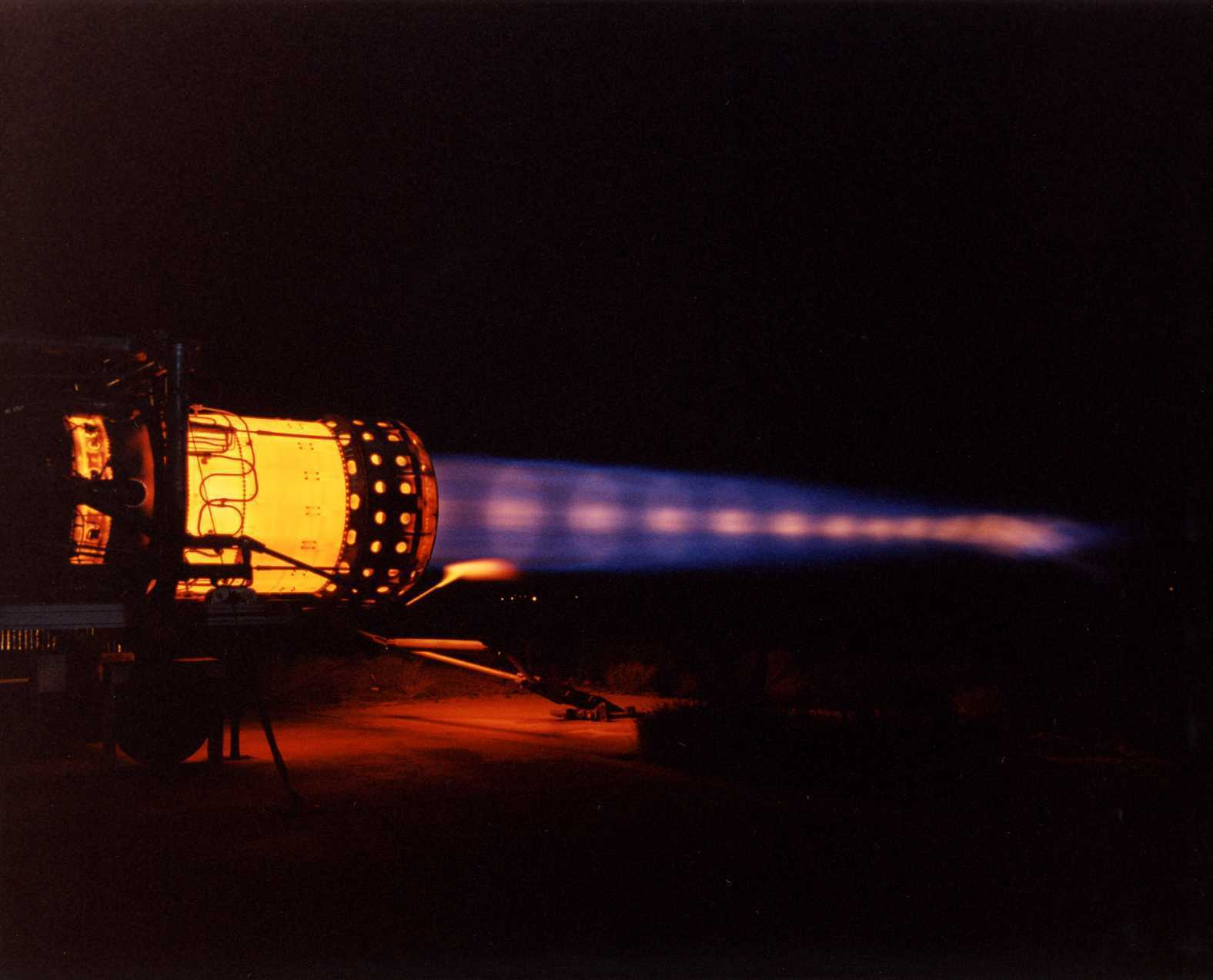
Triebwerk J58 bei voller Leistung auf dem Teststand

Der Rumpf der A-12 war rund 31 Meter lang, die Flügelspannweite betrug nicht ganz 17 Meter. Die Seitenleitwerke waren knapp über 5,5 Meter hoch. Die gesamte Flügelfläche betrug 170 m². Leer wog eine Maschine 30.600 Kilogramm, beladen dann 53.000 kg. Die Roll- und Nicksteuerung erfolgte über Elevons an den Flügelhinterkanten.
Der Rumpf bestand größtenteils aus Titan und war zur Verkleinerung der Radarsignatur nach den Prinzipien der kontinuierlichen Krümmung geformt. Dabei wird weitestgehend auf scharfe Knicke und Kanten verzichtet, lediglich der sogenannte „Kimmknick“ blieb bestehen, da dieser den Auftrieb verbesserte und keinen rechten Winkel darstellt, der einen Großteil der einfallenden Radarstrahlung zurück zum Sender reflektieren würde. Da frühe Versionen der A-12 noch nicht mit einem Rumpf nach der kontinuierlichen Krümmung gefertigt waren, musste Johnson an den Triebwerksverkleidungen und Flügelnasen kleine, dreieckige Zusatzstücke befestigen, die Kanten verdecken konnten. Bei vier Flugzeugen wurden die Seitenleitwerke größtenteils aus hitzebeständigen nichtmetallischen Werkstoffen gefertigt und um 15° nach innen geneigt.
Die Triebwerke vom Typ Pratt & Whitney J58 sind zwischen Rumpf und Flügelspitzen in Verkleidungen eingearbeitet, so dass sie von außen gut sichtbar sind. Die Verkleidung ist mit einem umfangreichen System zur Steuerung des Luftflusses zum Triebwerk ausgestattet, darunter der verstellbare Einlasskonus, eine Luftklappe am Zentralkörper, die mit der äußeren der Turbinenzelle in Verbindung stand, sowie Zusatzluftöffnungen vorn und hinten, weiterhin eine Saugluftöffnung und eine dritte Zusatzluftöffnung direkt vor der Düse. Zusätzlich war die Austrittsdüse verstellbar, im Bereich des Konus gab es eine Zapfluftöffnung, mit der aus der Schockwelle im Einlasskonus Kühlluft für das Triebwerk gefördert werden konnte.
So wurde aus dem Turbostrahltriebwerk ein Staustrahltriebwerk. Nur durch die Staustrahl-Funktion konnte die A-12 Geschwindigkeiten von über Mach 3 erreichen.
Die Avionik bestand aus den üblichen Instrumenten. Zusätzlich wurde zur Navigation ein Trägheitsnavigationssystem eingesetzt.
Als Besonderheit wurden im Time-Magazine im Jahr 1964 auch goldbeschichtete Treibstofftanks gemeldet; die Beschichtung mit gut wärmeleitendem Gold sollte demnach die Hitze abführen.

### Elektronische Gegenmaßnahmen (ECM)

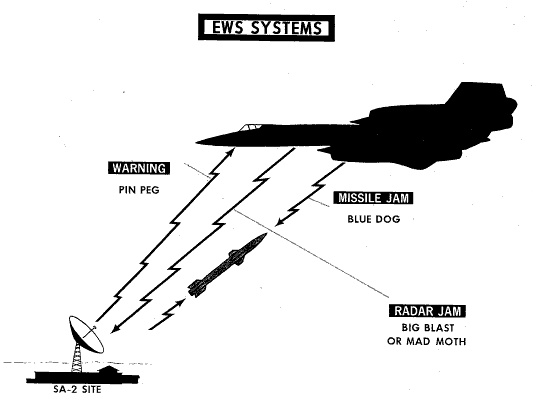
Schematische Darstellung der elektronischen Gegenmaßnahmen

Obwohl die Radarrückstrahlung im Laufe des A-12-Programmes vermindert wurde, konnte sowjetisches Radar die A-12 immer entdecken.
Um feindliche Radarsysteme aufzuspüren und Flugabwehrraketen zu irritieren, besaß die A-12 daher ein ECM-System.
Ein BLUEDOG genanntes System zeichnete die im L-Band an eine radargelenkte S-75-Flugabwehrrakete in einer früheren Flugphase übertragenen Leitsignale auf und strahlte dann dieselben Leitsignale über einen 20-kW-Sender wieder aus, sobald sich die Rakete der A-12 näherte. Dadurch konnte die S-75 in der Endphase des Fluges keine Signale der Leiteinrichtung mehr empfangen und erhielt stattdessen die nicht mehr aktuellen Leitsignale von BLUEDOG. BLUEDOG konnte simultan falsche Signale an 27 S-75 senden. Weiterhin kamen zwei Systeme zum Einsatz, um Radarstrahlung zu entdecken (PIN PEG) und Radarmessungen durch das Senden falscher Signale zu verhindern (BIG BLAST oder MAD MOTH). BIG BLAST konnte sowohl durch BLUEDOG als auch durch PIN PEG automatisch aktiviert werden und sendete als noise jammer Störsignale mit einer Leistung von 200 W im S-Band und 400 W im C-Band. Das MAD MOTH arbeitet hingegen als deceptive jammer, das heißt, es erzeugte falsche Signale.

### Sensoren

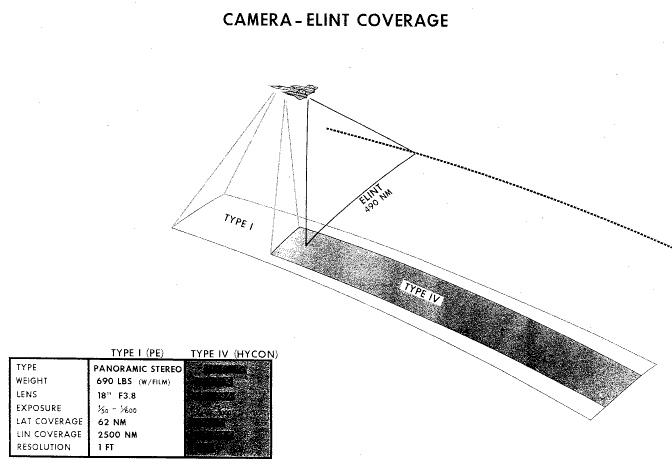
Bodenabdeckung ELINT und Kameras

#### Funksignal-Empfänger
Zur Fernmeldeaufklärung und Signals Intelligence wurden Funksignale mit Frequenzen zwischen 50 MHz und 8 GHz mit einer Bandbreite von 30 kHz analog aufgezeichnet. Der dazu verwendete breitbandige Crystal Video ELINT Receiver and Recorder wurde von der später zu Northrop Grumman gehörenden TRW Systems, Inc hergestellt.

#### Kameras

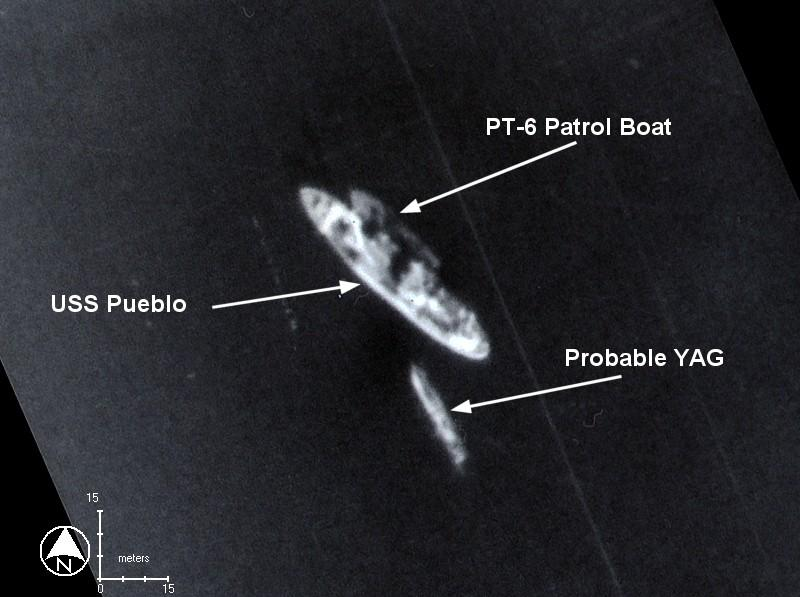
Die von der nordkoreanischen Marine gekaperte Pueblo, 1968 fotografiert von der Kamera Type I

Bereits 1959 traten PerkinElmer, Eastman Kodak und Hycon in einen Wettbewerb über die Entwicklung der Kameras ein. PerkinElmer entwickelte daraufhin eine Type I genannte Kamera. Die Stereokamera machte ihre Aufnahmen von einem 114 Kilometer (71 Meilen) breiten Streifen mit einer Stereo-Überlappung von rund 30 % mittels eines 45-Zentimeter-Objektives. Die Auflösung lag bei rund 30 Zentimetern. Als Film wurde ein 6,6-Zoll-Film verwendet, von dem sich rund 1.500 Meter an Bord befanden. Auch Kodaks Type-II-Kamera machte 30-%-Stereobilder von 97 Kilometer (60 Meilen) breiten Streifen, hier mit einem 53-Zentimeter-Objektiv, was für eine Auflösung der Bodenobjekte von rund 43 Zentimetern reichte. Als Filmmaterial befanden sich rund 2500 Meter 8-Zoll-Film an Bord. Hycon entwickelte eine Kamera, die auf der erfolgreich in der U-2 eingesetzten B-Kamera basierte. Das 122-Zentimeter-Objektiv fotografierte 66 Kilometer (41 Meilen) breite Landstriche mit einer Auflösung von 20 Zentimetern auf 9,5-Zoll-Film, von dem sich über 3600 Meter an Bord befanden.
Da alle Kameras ihre Vorteile besaßen, wurden alle drei Vorschläge von der CIA akzeptiert und Kameras für die A-12 gekauft. 1964 kam eine vierte mögliche Kamera dazu. Texas Instruments adaptierte die für die U-2 entwickelte Wärmebildkamera FFD-4 auch für die Benutzung in der A-12.
Die Filme wurden in Labors der CIA entwickelt und dann von CIA-Mitarbeitern ausgewertet.

### Radar
Statt einer Kamera konnte die A-12 auch mit einem seitlich schauenden Radar (Side-Looking-Airborne-Radar) APQ-93 ausgestattet werden. Das Radar erreichte eine Auflösung von 4 m bis 6 m und konnte während eines Fluges eine Fläche von 35 km × 2500 km abtasten und aufzeichnen. Die Radaraufnahmen wurden auf Film gespeichert und nach dem Flug mit einem optischen Korrelator ausgewertet.

## Piloten

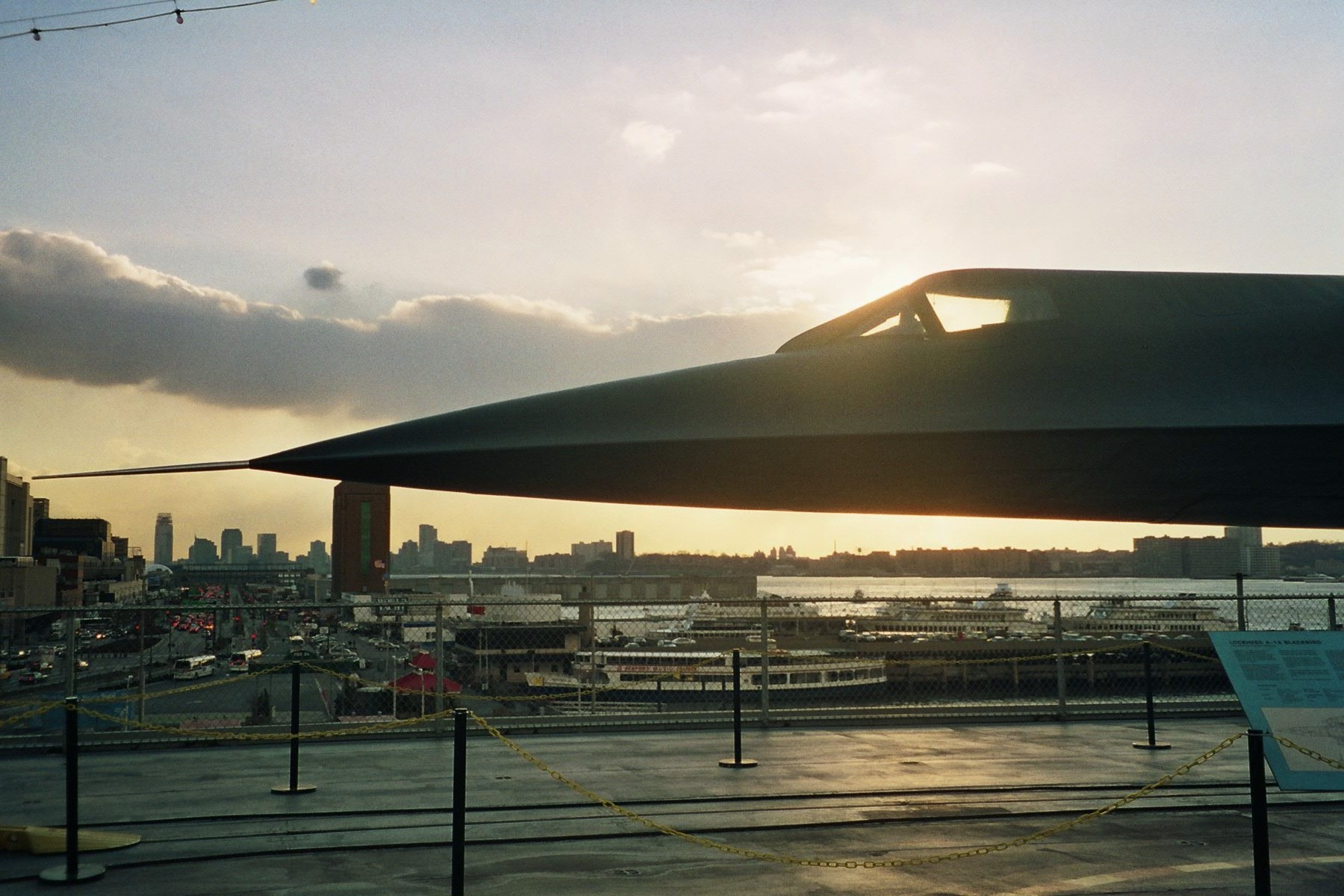
Seitlicher Blick auf das Cockpit

Die A-12 wurde von einem einzelnen Piloten gesteuert. Zu Trainingszwecken besaß die Maschine mit der Seriennummer 60-6927 noch ein zweites Cockpit, das hinter dem eigentlichen Piloten noch den Fluglehrer aufnehmen konnte.
Aus Sicherheitsgründen trugen die Piloten einen Druckanzug mit eigener Kühlung, Sauerstoffzufuhr und Druckkontrolle.
Da das Cockpit recht beengt war, durften die Piloten nicht größer als 1,82 Meter (6 Fuß) sein und mussten weniger als 80 Kilo (175 Pfund) wiegen. Die Piloten warb die CIA von der US Air Force an. Sie wurden nach ihrer Auswahl von der CIA einer weiteren medizinischen und psychologischen Untersuchung unterzogen. Von den ersten elf angeworbenen Piloten stiegen später zehn in den Generalsrang auf.

## Flottenüberblick

### Inventarliste
| Flugzeug- nummer | Serien- nummer | Starts | Flug- stunden | Verbleib                                                                            |
| ---------------- | -------------- | ------ | ------------- | ----------------------------------------------------------------------------------- |
| 121              | 60-6924        | 332    | 0418,2        | Blackbird Airpark in Palmdale, Kalifornien                                          |
| 122              | 60-6925        | 122    | 0177,9        | Intrepid Sea-Air-Space Museum in New York City, New York                            |
| 123              | 60-6926        | 079    | 0135,3        | Verlust am 24. Mai 1963                                                             |
| 124              | 60-6927        | 614    | 1076,4        | California Science Center in Los Angeles, Kalifornien (Jettrainer „Titanium Goose“) |
| 125              | 60-6928        | 202    | 0334,9        | Verlust am 5. Januar 1967                                                           |
| 126              | 60-6929        | 105    | 0169,2        | Verlust am 28. Dezember 1965                                                        |
| 127              | 60-6930        | 258    | 0499,2        | United States Space & Rocket Center in Huntsville, Alabama                          |
| 128              | 60-6931        | 232    | 0453          | CIA-Hauptquartier in Langley, Virginia                                              |
| 129              | 60-6932        | 268    | 0409,9        | Verlust am 4. Juni 1968                                                             |
| 130              | 60-6933        | 217    | 0406,3        | San Diego Aerospace Museum in Balboa Park, San Diego, Kalifornien                   |
| 131              | 60-6937        | 177    | 0345,8        | Southern Museum of Flight in Birmingham, Alabama.                                   |
| 132              | 60-6938        | 197    | 0369,9        | USS Alabama Battleship Museum in Mobile, Alabama                                    |
| 133              | 60-6939        | 010    | 008,3         | Verlust am 9. Juli 1964                                                             |
| 134              | 60-6940        | 080    | 0123          | (Lockheed M-21/D-21), Museum of Flight in Seattle, Washington                       |
| 135              | 60-6941        | 095    | 0152,7        | (Lockheed M-21/D-21), Verlust am 30. Juli 1966                                      |

## Zwischenfälle
Insgesamt gingen 6 der 15 gebauten A-12 bei Unfällen verloren, zwei Piloten starben.
- Am 24. Mai 1963 ging als erstes das Flugzeug mit dem Kennzeichen 60-6926 verloren. Der Pilot Ken Collins befand sich auf einem Flug zum Test des Navigationssystems, als die Anzeigen offensichtlich falsche Werte lieferten, was das Flugzeug in einen Strömungsabriss führte. Collins konnte sich mit dem Schleudersitz retten. Um den Unfall zu vertuschen, wurde angegeben, die abgestürzte Maschine sei eine Republic F-105 Thunderchief gewesen. Später fand man heraus, dass die Ursache für den Instrumentenfehler ein Vereisen des Pitotrohres gewesen war.
- Am 9. Juli 1964 stürzte # 60-6939 beim Landeanflug ab, als sich ein Ventil für die Steuerung der Elevons verklemmte. Der Pilot Bill Park konnte aussteigen und überlebte den Unfall.
- Am 28. Dezember 1965 stürzte auch # 60-6929 ab. Nur wenige Sekunden nach dem Abheben wurde dem Piloten Mel Vojvodich klar, dass er keine Kontrolle über seine A-12 hatte, und er stieg aus; er blieb weitgehend unverletzt. Grund war die falsche Verkabelung des Stability Augmentation Systems, die dafür sorgte, dass die Pitch-und-Yaw-Befehle falsch ausgeführt wurden.
- Am 5. Januar 1967 ging # 60-6928 verloren. Nachdem ein Treibstoffventil falsch gearbeitet hatte, hatte die A-12 wenige Minuten vor der Landung keinen Treibstoff mehr und der Pilot Walter Ray musste per Schleudersitz aussteigen. Da jedoch der Mechanismus versagte, der den Sitz nach dem Aussteigen vom Piloten trennt, kam Ray beim Aufprall ums Leben.
- Am 5. Juni 1968 stürzte # 60-6932 nach dem Start von Kadena ab. Nachdem das rechte Triebwerk gewechselt worden war, sollte der Flug der Überprüfung des neuen Aggregats dienen. Telemetriedaten des Flugzeuges zeigten 19 Minuten nach dem Start zunächst extrem hohe Temperaturen im Triebwerk und ein Absinken des Treibstoffflusses in dieses Triebwerk. Daraufhin bekam Kadena noch die Meldung, das Flugzeug habe 68.500 Fuß Höhe unterschritten. Das war die letzte Kommunikation, die von # 60-6932 einging. Das Flugzeug wurde als Totalverlust abgeschrieben, der Pilot Jack Weeks für tot erklärt. Das Unglück ereignete sich zwischen Okinawa und den Philippinen über dem Südchinesischen Meer.

## Technische Daten

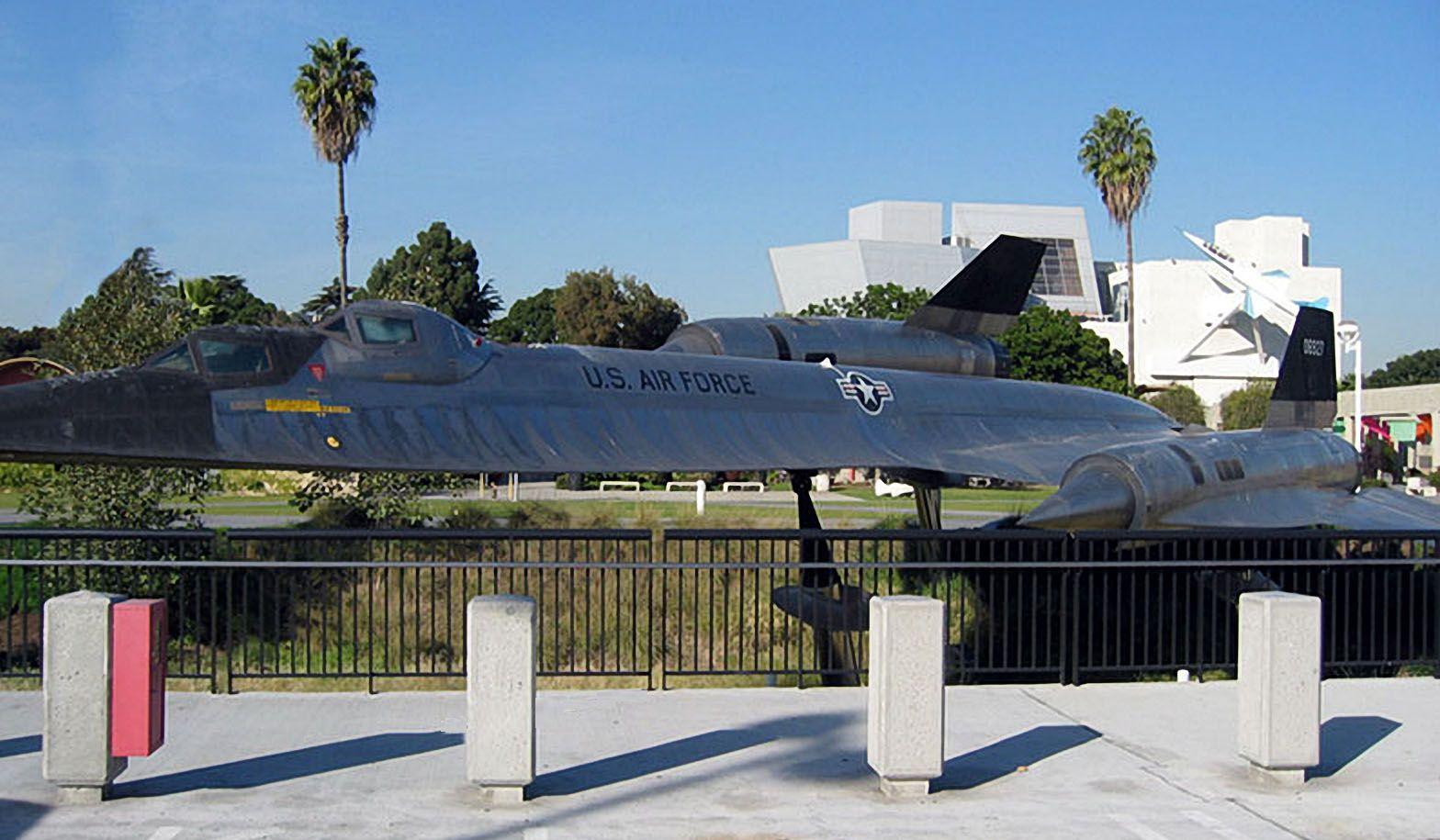
A-12 als Ausstellungsstück in Kalifornien, hier der Trainer mit zwei Cockpits

| Kenngröße                | Daten                                                                         |
| ------------------------ | ----------------------------------------------------------------------------- |
| Besatzung                | 1                                                                             |
| Länge                    | 31,26 m                                                                       |
| Spannweite               | 16,97 m                                                                       |
| Flügelfläche             | ca. 170 m²                                                                    |
| Flügelstreckung          | 1,69                                                                          |
| Tragflächenbelastung     | 320 kg/m² (Nominal)                                                           |
| Höhe                     | 5,64 m                                                                        |
| Leermasse                | 30.600 kg                                                                     |
| normale Startmasse       | ca. 53.000 kg                                                                 |
| Höchstgeschwindigkeit    | Mach 3,35 (3560 km/h)                                                         |
| Steigrate                | 60 m/s                                                                        |
| Maximale Flughöhe        | ca. 29.000 m                                                                  |
| Reichweite               | ca. 4000 km (ohne Nachbetankung)                                              |
| Bewaffnung               | –                                                                             |
| Triebwerk                | 2× Strahltriebwerk Pratt & Whitney J58 mit Nachbrenner und je 144,57 kN Schub |
| Schub-Gewicht-Verhältnis | 0,56 (Nominal)                                                                |

## Trivia
Elon Musks Sohn X Æ A-12 ist nach diesem Spionageflugzeug benannt.